# 리바 스틴캠프
리바 스틴캠프(Reeva Rebecca Steenkamp, 1983년 8월 19일 ~ 2013년 2월 14일)는 남아프리카 공화국의 모델이다. 2013년 2월 14일에 교제하던 오스카 피스토리우스의 집에서 남자친구에게 총기로 살해당했다.